# Go to Sleep
Go to Sleep. sau Little Man being Erased. este a cincea piesă de pe albumul Hail to the Thief al trupei britanice Radiohead.